# 台北101
台北101（タイペイいちまるいち、中国語: 臺北101）は、台湾台北市信義区にある超高層ビル。地上101階建てで、名前はこれに由来する。高さは509.2mで、地下は5階まである。
建設段階の名称は台北国際金融センター（たいぺいいちまるいちきんゆうセンター、中国語: 臺北國際金融中心）。7年間の工期を経て、2004年に世界一の超高層建築物として竣工した。台湾の著名な建築家である李祖原が設計し、施工は熊谷組を中心としたJVと韓国のSAMSUNG C&T〔内装工事他〕により行われた。総工費は約600億元。
2004年12月31日、出入口でオープンを祝う式典が催され。また、2005年12月31日の大晦日にはこのビルのある市政府で、カウントダウンイベントが行われ、台北101から電飾と共に2分強の間、「節」などから大量の花火が打ち上げられた。
毎年5月（開催当初は6月）には、このビルの1階から展望デッキのある91階までの2046段の階段を駆け上がる「台北101國際登高賽」レースが開催されている。

## 概要（構造）

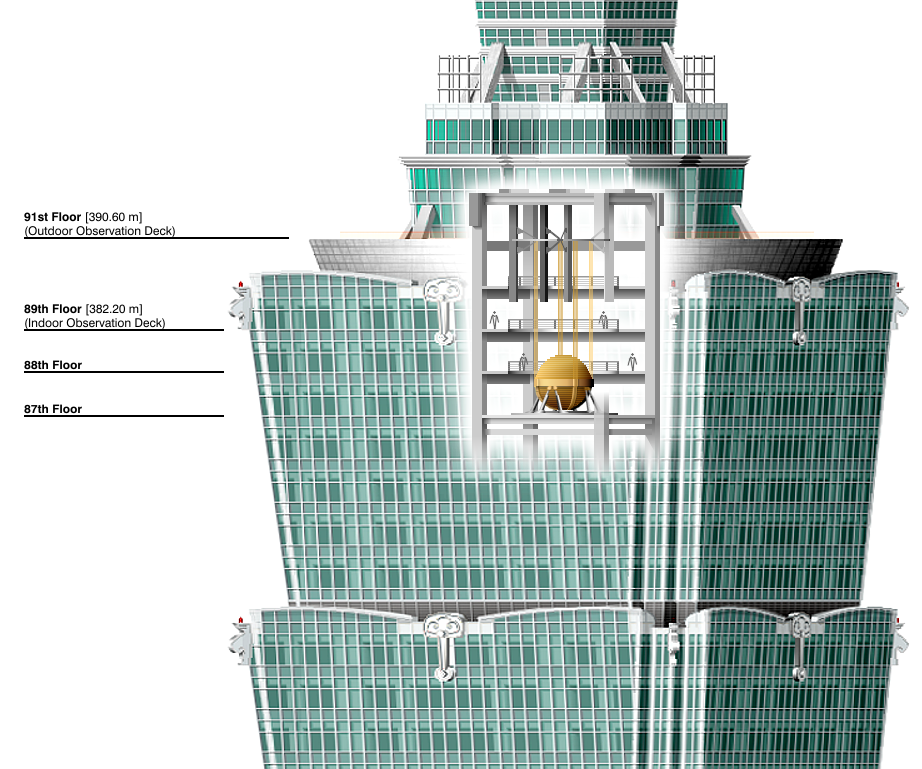
建物内のチューンドマスダンパーの場所.

509.2メートルという高さは2007年7月にブルジュ・ハリーファに抜かれるまでは、完成建築物としては世界一高いものだった。全面ガラス張りの近代的建築ながら、輪郭は伝統的な宝塔と竹の節がイメージされている。また、環境設計や安全を踏まえ設計された。例えば、この外面のガラスは8トントラックが乗っても耐え得るほどの強靱さをほこり、さらに、紫外線や熱量を2/3カットする性能を持ち併せ、内部が暖まるのを防ぎ冷暖房を効きやすくしている。
杭は8本の巨大な柱で、支持層（岩盤）の下30メートルまでしっかり打ち込まれている。風による振動を緩和するために、巨大なTMD（チューンドマスダンパー）が建物上部に設置されている。
27階から90階にかけて、逆台形をした8階分を一節として、8つの「節」が縦に連なる。24階から27階にかけて、中華圏の昔の貨幣（通貨）をイメージしたオブジェが各方位に設置されている。
中華圏において8は縁起の良い数字であることから多用されている。

### エレベーター
エレベーターは東芝エレベータ製で、毎分1,010メートル（時速60.6キロメートル）の速さで上昇でき、地上1階から展望台のある89階（地上382.2メートル）まで39秒で到達する。この速度はそれまで横浜ランドマークタワー（三菱電機製）のエレベーターが持っていた記録を更新し、2004年、世界最速としてギネスブックに認定された（その後、2016年に上海中心のエレベーター〈三菱電機製〉に記録を破られるまで世界最速であった）。このギネスブック認定証は89階エレベーターホールに飾られている。なお、下降は毎分600メートル（時速36.0キロメートル、サンシャイン60ビル・東京スカイツリーのエレベーターと同じ速度）である。
エレベーター内の両サイドにディスプレーがあり、上昇時、下降時共に、階層（楼層）、高さ（高度）、分速（速度）、37秒からのカウントダウンタイマー（計時器）がリアルタイムに表示される。またエレベーター作動と同時に、天井には星空が現れ、音楽が流れだし、エレベーターガールのアナウンスと共に別世界へといざなわれる。エレベーターに小銭を縦においても倒れない程の上がり方で、世界で反響を呼んだ。

### 主な施設
| 階層   | 施設                                                                                | 施設                                                                                | 備考                                             |
| ------ | ----------------------------------------------------------------------------------- | ----------------------------------------------------------------------------------- | ------------------------------------------------ |
| 101    | スカイライン460                                                                     | スカイライン460                                                                     | 高度 439.2 m                                     |
| 92-100 | 機関室と通信機器                                                                    | 機関室と通信機器                                                                    | アンテナ                                         |
| 91     | 屋外展望台と101紹介ビデオの放映室                                                   | 屋外展望台と101紹介ビデオの放映室                                                   | 悪天候時のアクセスは不可                         |
| 89     | 屋内展望台、記念品商店と入口                                                        | 屋内展望台、記念品商店と入口                                                        | 行路は5階よりこの階に到着する                    |
| 88     | 綺麗珠寶会社の珊瑚と宝石の展示及び販売エリア、 エレベーター乗り場                   | 綺麗珠寶会社の珊瑚と宝石の展示及び販売エリア、 エレベーター乗り場                   | 帰路はこの階より5階もしくは地下1階へアクセスする |
| 85-87  | レストラン                                                                          | レストラン                                                                          |                                                  |
| 84     | 宴会場                                                                              | 宴会場                                                                              |                                                  |
| 61-83  | オフィス（高層）                                                                    | オフィス（高層）                                                                    |                                                  |
| 59-60  | 奇数/偶数層エレベーターホール                                                       | 奇数/偶数層エレベーターホール                                                       |                                                  |
| 58     | 機関室                                                                              | 機関室                                                                              |                                                  |
| 37-57  | オフィス（中層）                                                                    | オフィス（中層）                                                                    |                                                  |
| 36     | 偶数層エレベーターホール、国際会議センター                                          | 偶数層エレベーターホール、国際会議センター                                          |                                                  |
| 35     | 奇数層エレベーターホール、スターバックス、 コンビニエンスストア（ファミリーマート） | 奇数層エレベーターホール、スターバックス、 コンビニエンスストア（ファミリーマート） |                                                  |
| 34     | 機関室                                                                              | 機関室                                                                              |                                                  |
| 9-33   | オフィス（低層）                                                                    | オフィス（低層）                                                                    |                                                  |
| 7-8    | 機関室                                                                              | 機関室                                                                              |                                                  |
| 6      | 台北101 VIP クラブ                                                                  | ショッピングモール                                                                  |                                                  |
| 5      | 展望台エントランス                                                                  | ショッピングモール                                                                  |                                                  |
| 4      | Burberry                                                                            | ショッピングモール                                                                  |                                                  |
| 3      | 証交所投資者読書室                                                                  | ショッピングモール                                                                  |                                                  |
| 2      | 偶数層エレベーターホール                                                            | ショッピングモール                                                                  |                                                  |
| 1      | ロビー                                                                              | ショッピングモール                                                                  |                                                  |
| B1     | 台北捷運 台北101/世貿駅（R03）                                                      | ショッピングモール                                                                  |                                                  |
| B2-B5  | 駐車場                                                                              | 駐車場                                                                              |                                                  |

### 風圧のための制振構造

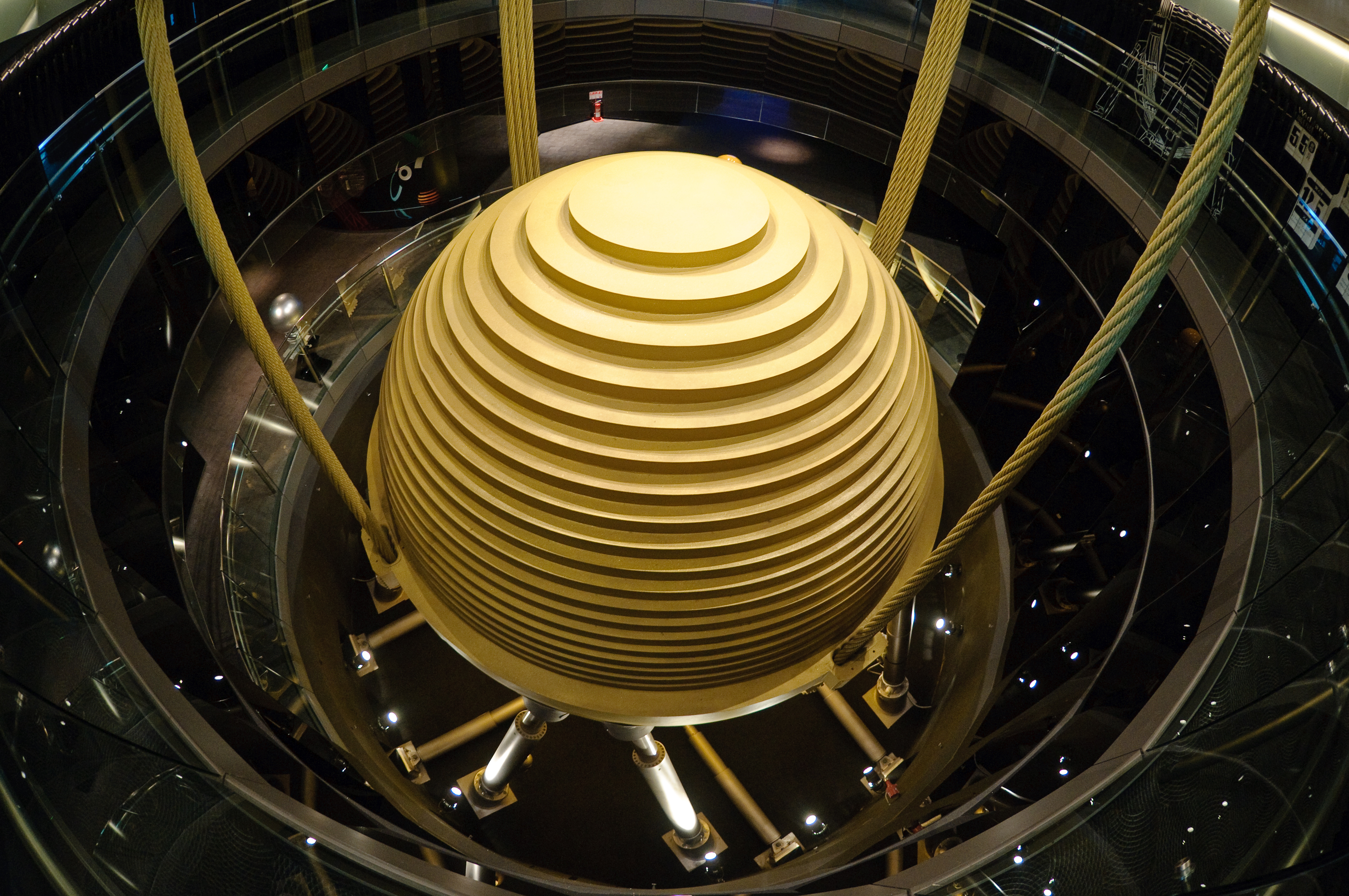
TMD（チューンドマスダンパー）

このレベルの超高層建造物では、地震よりも風圧による振動の方が遥かに考慮すべき制振対策となる。特に台湾は大型台風が頻繁に直撃する気候のため、暴風対策には非常に力をいれた設計になっている。
87階 - 92階の中央部の吹き抜け空間には、風による振動を緩和する目的のみで巨大なTMD（チューンドマスダンパー）が設置されている。マスダンパー全体の重量は660トン、最大一枚あたり直径5.5メートル、厚さ12.5センチメートルの輪切りの鋼板を、41層を重ね溶接して球状にし、92階から長さ42メートル、4本ごとに束ねられている太さ直径9センチメートルのケーブル計16本で吊っている。そしてこのマスダンパーの効果で、理論上は風力による振動を最大40%抑制できる。台北101のイメージキャラクターはこのダンパーをモチーフにしている。

## アクセス

### 交通
台北捷運（MRT）の淡水信義線・台北101/世貿駅（R03）下車すぐ。
2013年11月24日の信義線開通までは、板南線・市政府駅（BL13）より無料の送迎バスが運行されていた。
その他、路線バス（台北駅周辺からは22番や信義新幹線等）も利用可能である。

### 展望台へのアクセス
入口は建築物主体の隣のショッピングモールの五階にある。
- 営業時間：（月～日）10：00～22：00、但し、最後入場時間は21：15。
- 旧正月前後や長期休暇期間は、営業時間が変更となる場合がある。
- バッグパックは展覧台に持ち込めないため、五階のロッカーに預ける

### 展望台の入場料
2023年7月1日現在、入場料は以下の通り。
- 一般券：600台湾ドル(台湾籍は420台湾ドル)
- ファストパス：1,200台湾ドル
- 団体券：540台湾ドル（20人以上の団体、電話予約が必要）
- 学生券・軍警券・敬老券・愛心券：300台湾ドル（台湾籍の学生、軍・警察関係者、65歳以上の高齢者、身体障害者手帳を持つ者に限る）
- 身長115cm以下の子供は無料入場。（大人1人につき、子供1人無料）
- 団体チケットの購入は3日間前までに電話予約。
- 当初は、91階の屋外展望台へは別料金となっていたが、その後、89階の屋内展望台と一体料金となった。
- 101階のスカイライン460を訪問するには、380台湾ドルの追加料金が必要。

### オフィス、レストランへのアクセス
建築物主体の入口から入って、オフィスフロアへのエレベーターへ通じる専用口より入る。入り口にはセキュリティゲートが設けてあり、通過には、入居の企業が発行した社員カードおよびゲストカードが必要で、通常観光客は入ることは出来ない。
- 観光客は35階、85階、86階のレストランに行く前に、電話の予約が必要。

## 入居する企業
- 73階：グーグル（Google）台湾
- 71階：BNPパリバ銀行台北支店
- 70階：オランダ安智銀行台北支店
- 68階：KPMG
- 63-67階：KPMG連合会計士事務所（台北）
- 61階：BCG、中国国際航空、深圳航空
- 59-60階：台北金融ビル会社
- 56階：マカオ経済文化弁事処
- 53-55階：バイエル
- 48階：バンク・オブ・アメリカ
- 47階：マッキンゼー・アンド・カンパニー台北オフィス
- 46階：カノニカル台北オフィス
- 40階：安泰商業銀行
- 39階：スワイヤー・グループ
- 33階：ドイツ在台協会、日商三共生興
- 30-31階：野村證券
- 29階：交通銀行台北支店
- 28階：中国鋼鉄台北オフィス
- 27階：INTERUSH台湾
- 21-23階：ロレアルパリ台北
- 16階：安泰商業銀行
- 13-15階：オーストラリア・ニュージーランド銀行
- 13階：シマンテック台湾
- 9-12階：台湾証券取引所（2005年2月）

## イベント

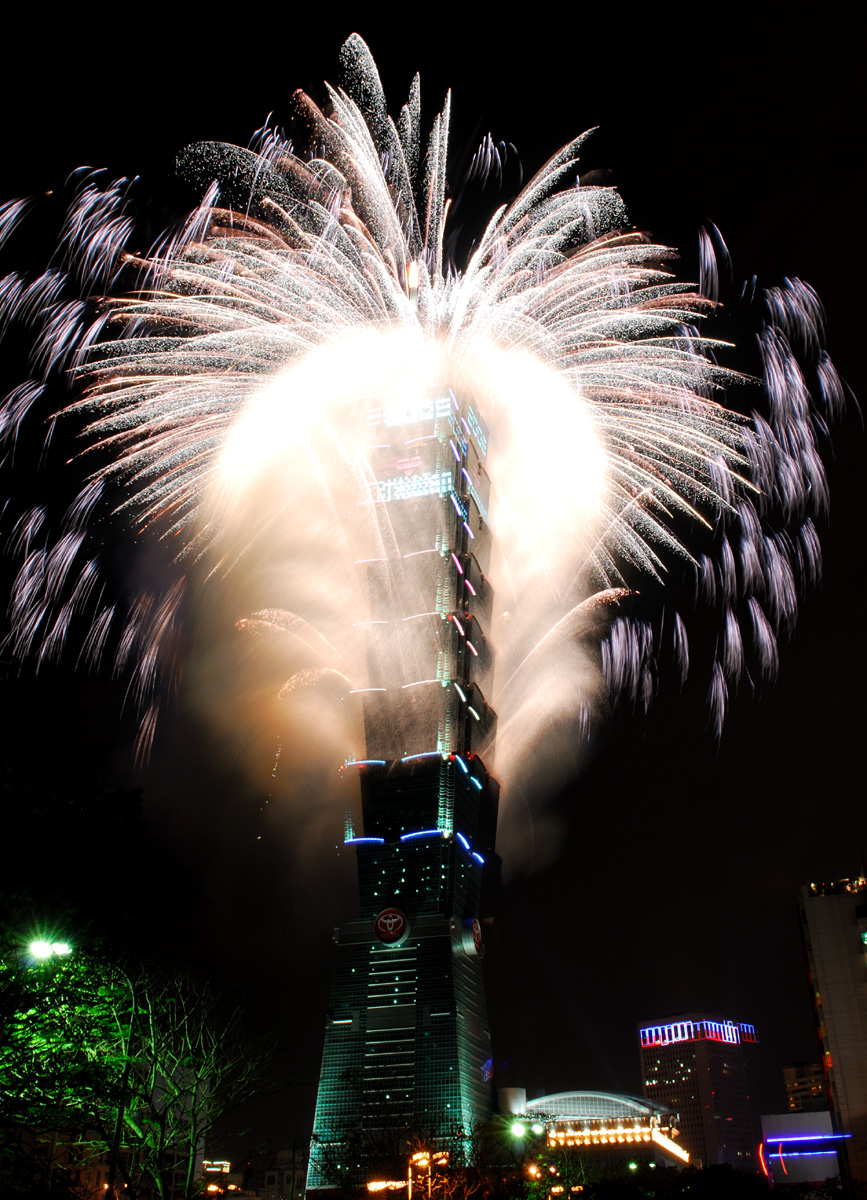
2008年の年越し花火

### ライトアップ
1、2013年現在の日没～22時の通常ライトアップの時刻表
| 曜日 | 月   | 火   | 水   | 木   | 金   | 土   | 日   |
| 色   | 赤色 | 橙色 | 黄色 | 緑色 | 青色 | 藤色 | 紫色 |

### 年越し花火
2004年以降、毎年の大晦日の夜12時に、年越し花火が上げられる。

### かつて開催されたイベント
- 1、人気バンドの五月天（メイデイ）の「空に一番近い」コンサート。（2005年、91階の展望台）

## 受賞
2011年、台北101は、エネルギー効率と環境設計に関するLEED認証システムでプラチナ認証を取得し、世界で最も高く、最も大きな緑の建築となった。

## その他

### 工事中の事故
2002年3月31日に台湾島北部でM7.1の大地震が発生。この揺れで、当時建築中だったこのビルの頂点の56階=約250メートルに設置されていた作業用タワークレーンが、まっ逆さまになって地上に落下した。死者5名のほか、車が下敷きになるなどの被害が出た。また、この地震での死者はこの5人であると見られている。

### テロへの抗議
2015年11月14日、パリ同時多発テロ事件への抗議と哀悼としてトリコロールの3色にライトアップした。

## ギャラリー

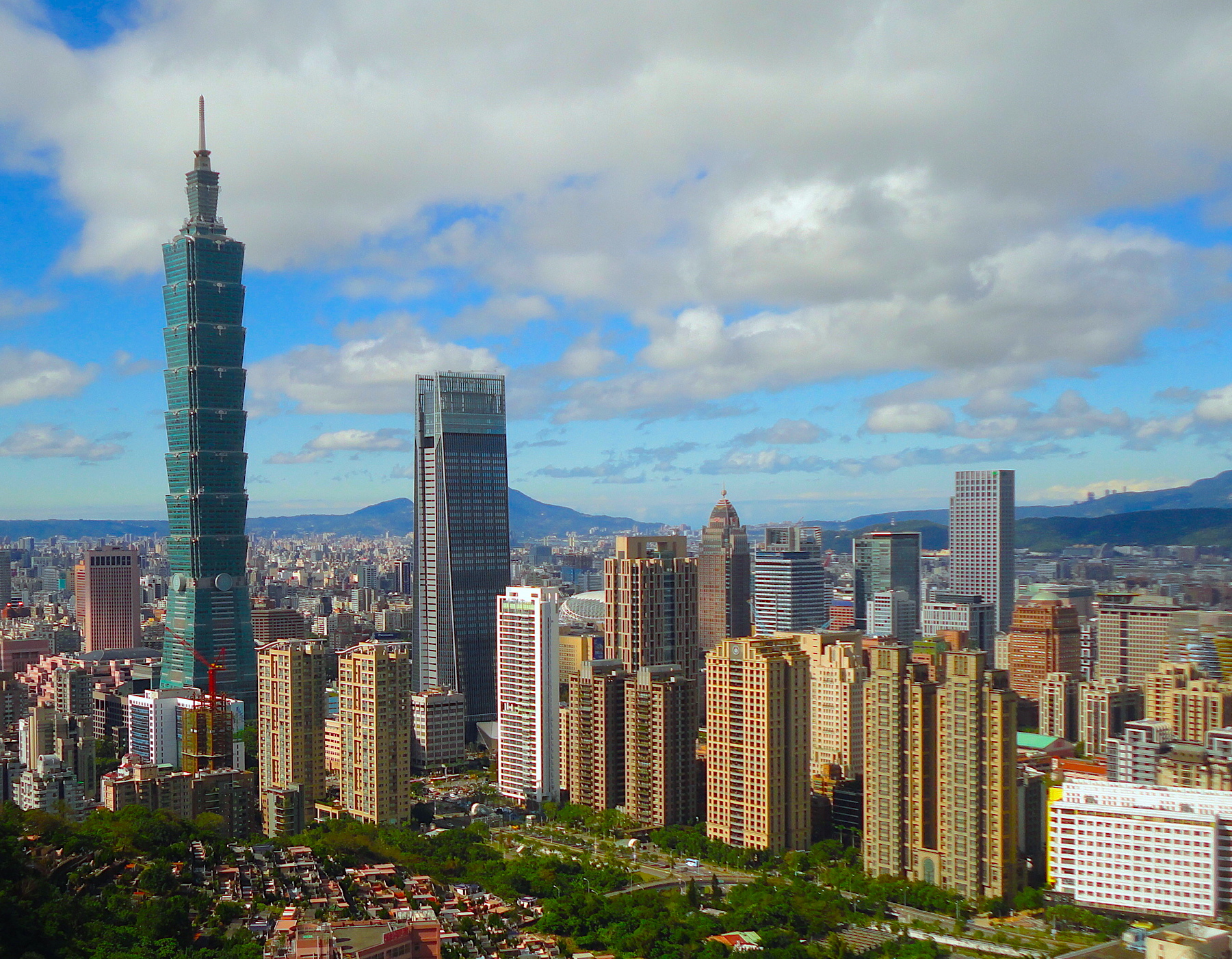
台北101とスカイライン
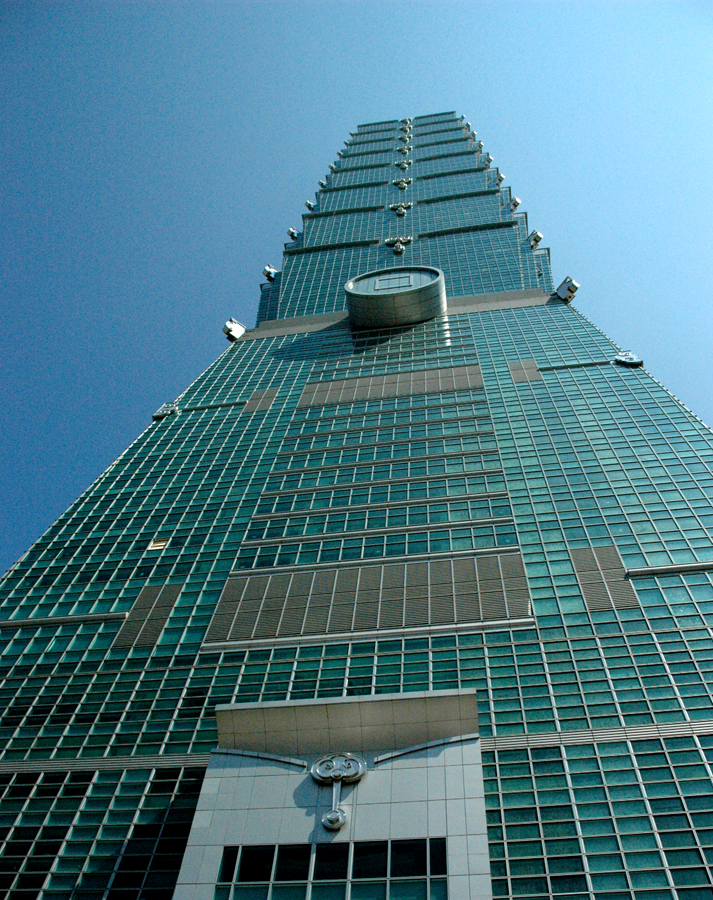
下から見上げた図
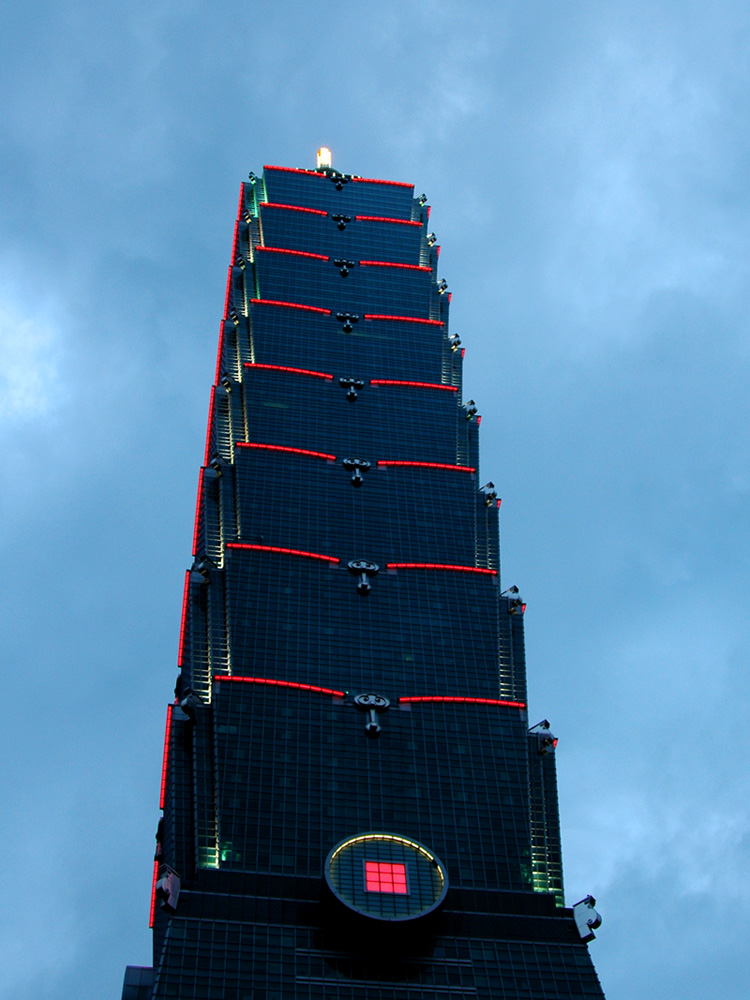
日暮れ
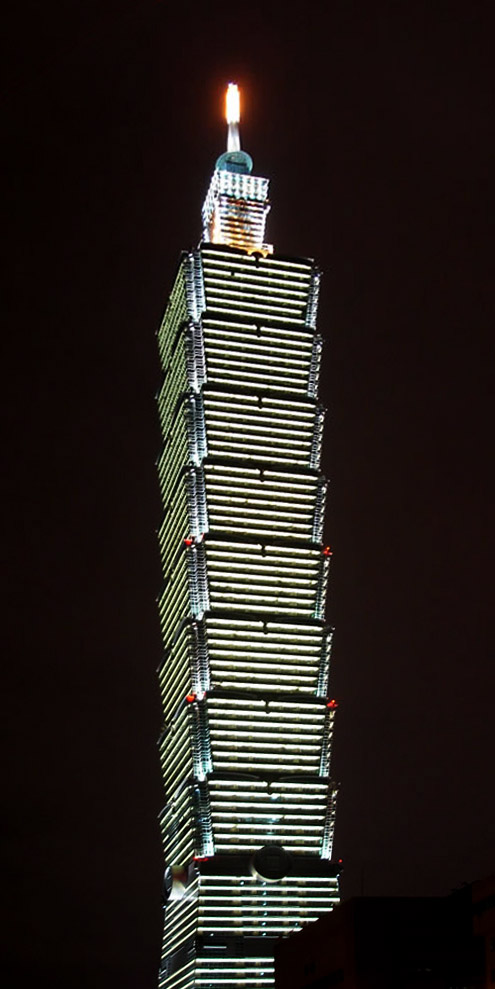
フルライトアップ
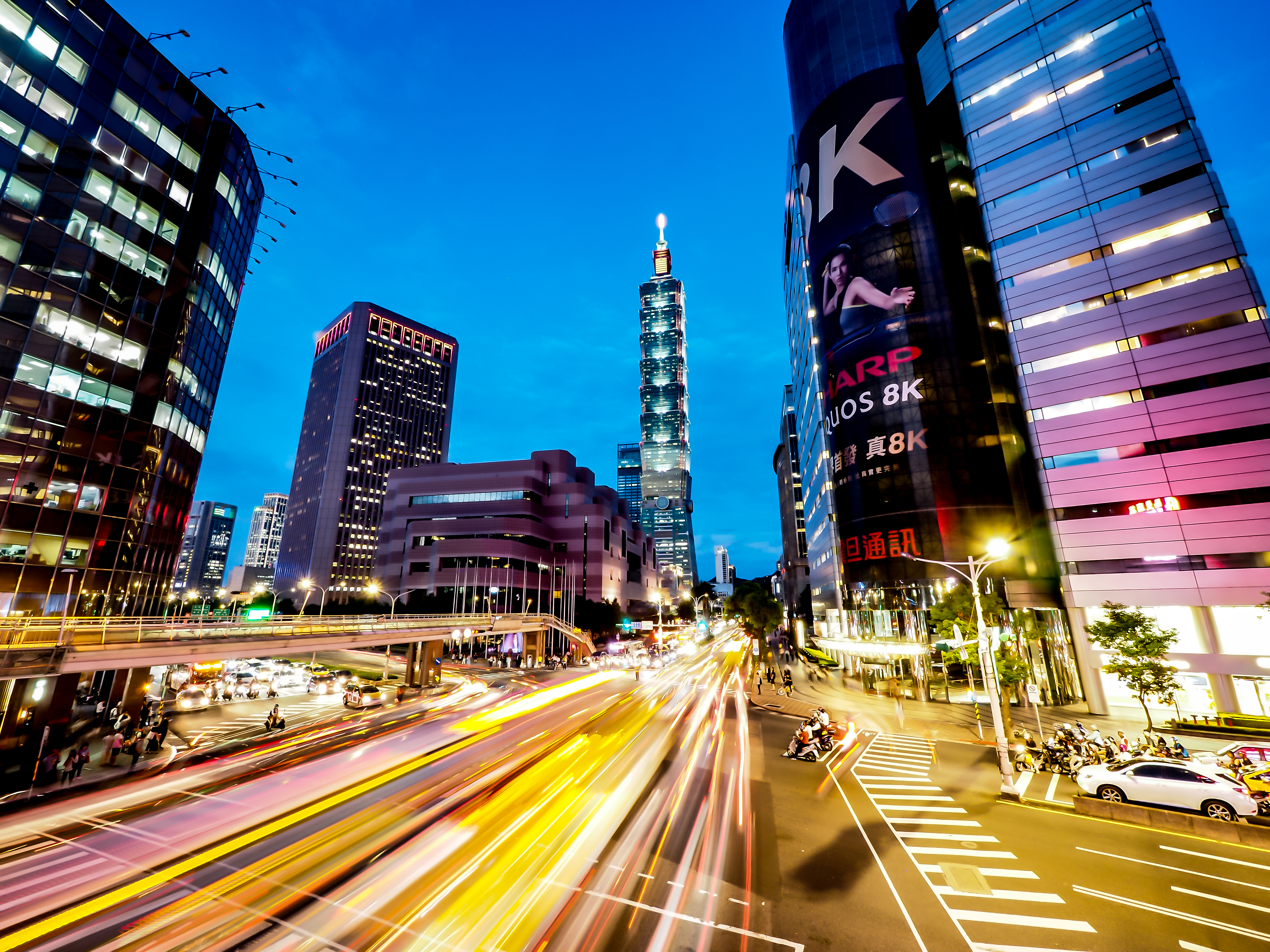
夜
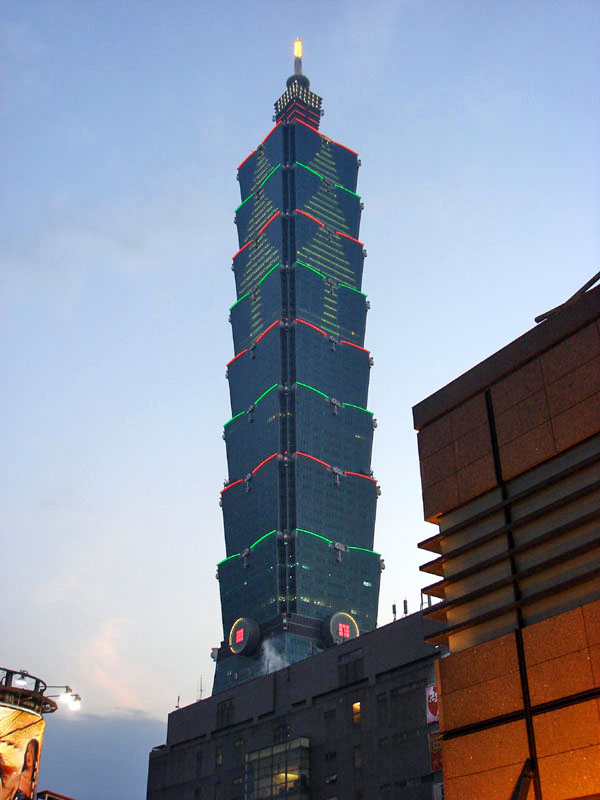
クリスマス、2005年
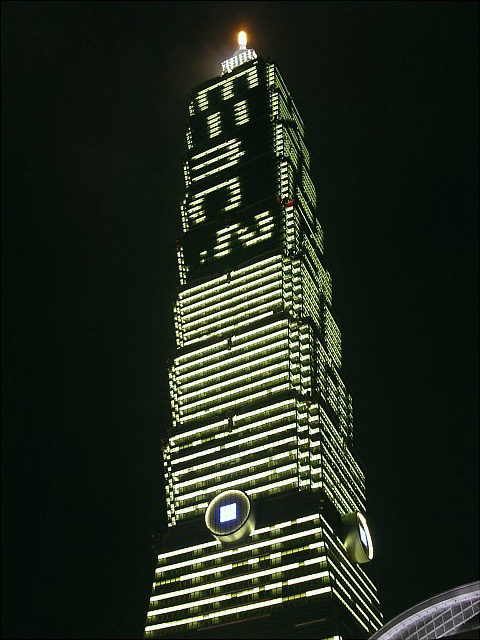
E = mc2のライトアップ、2005年4月19日
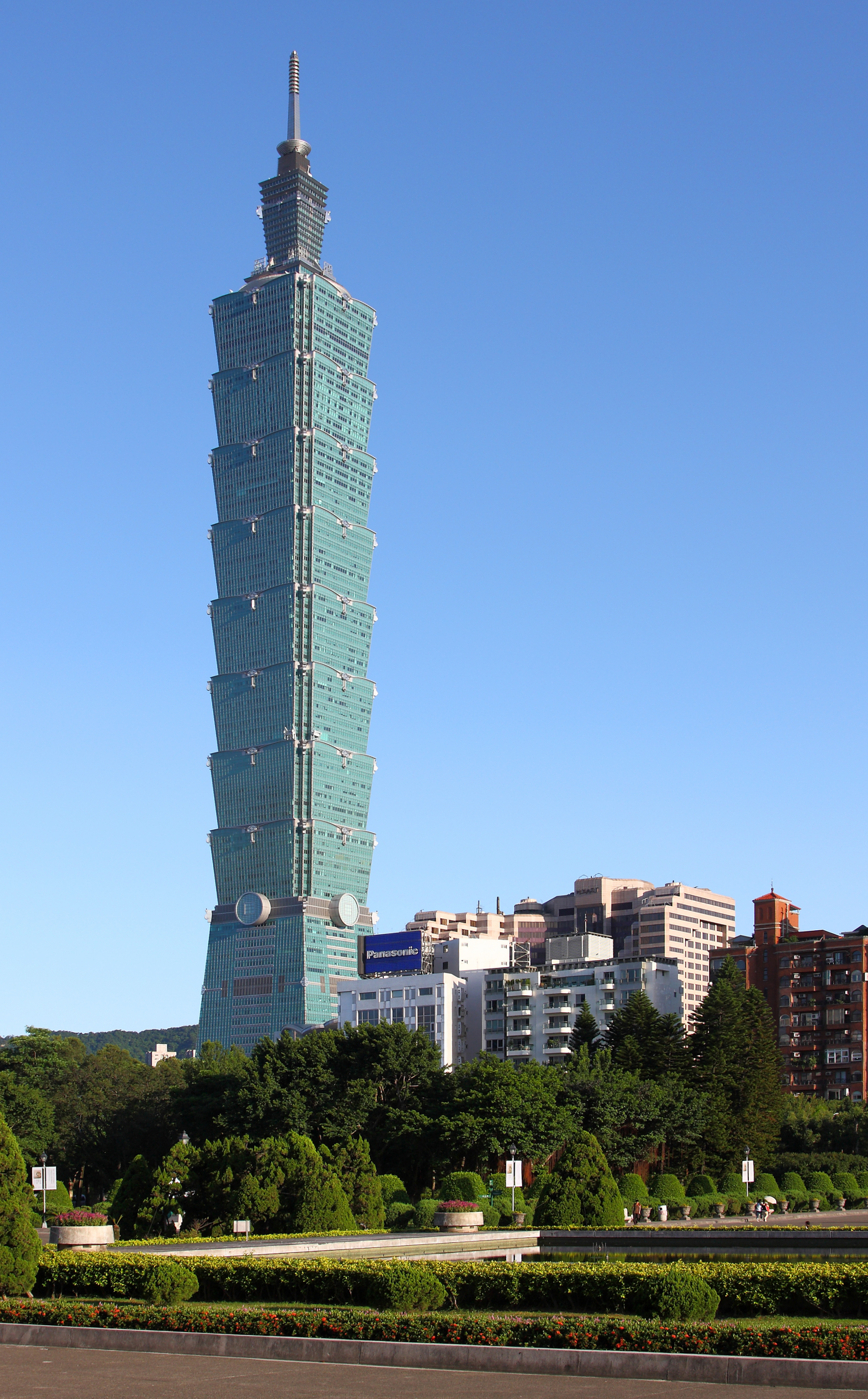
国立国父紀念館から見た図
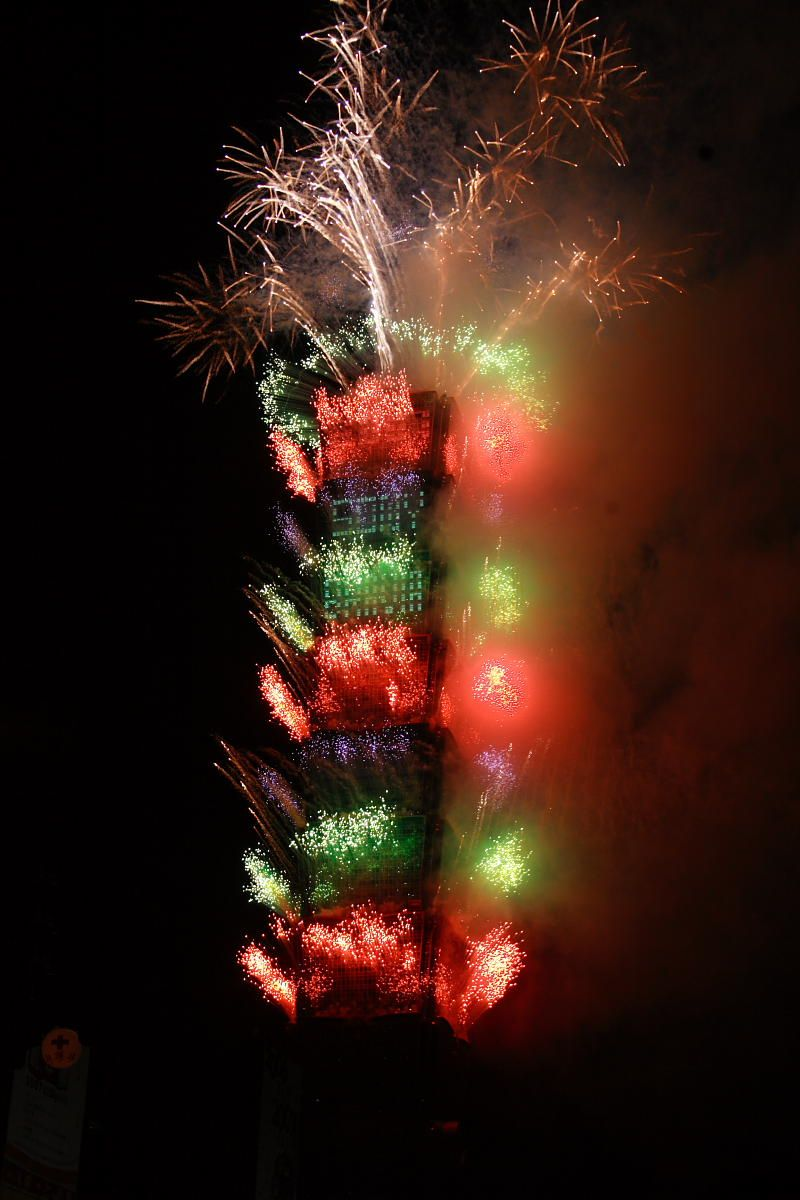
2007年新年の花火
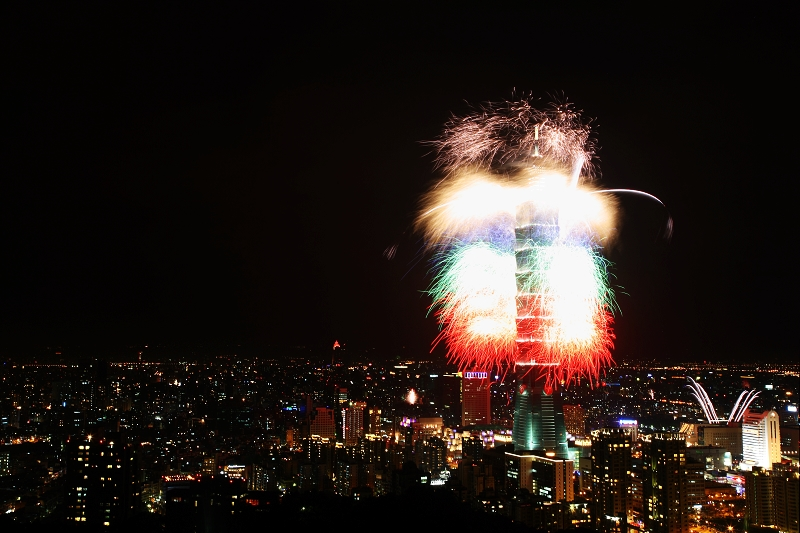
2008年新年の花火
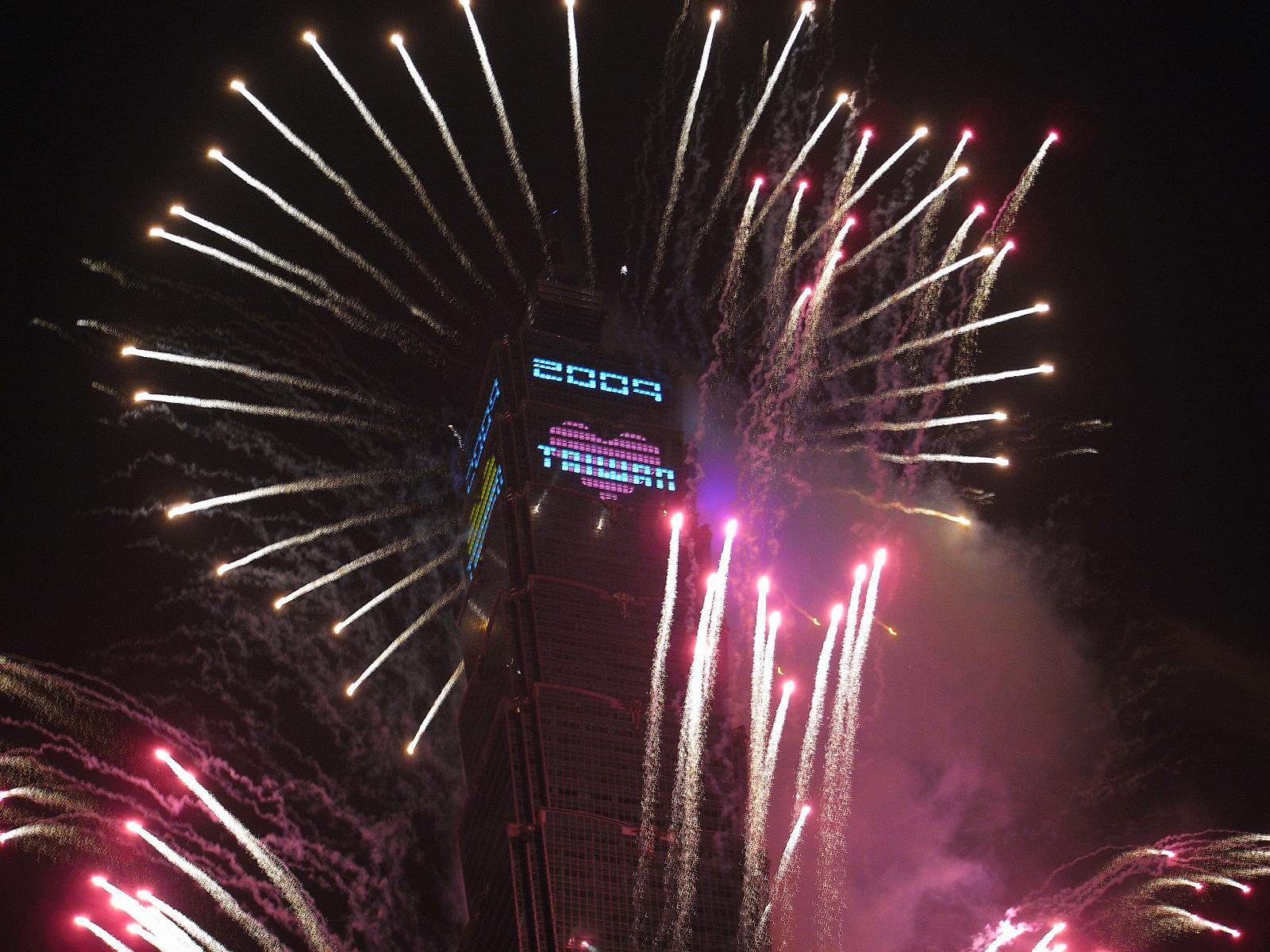
2009年新年の花火
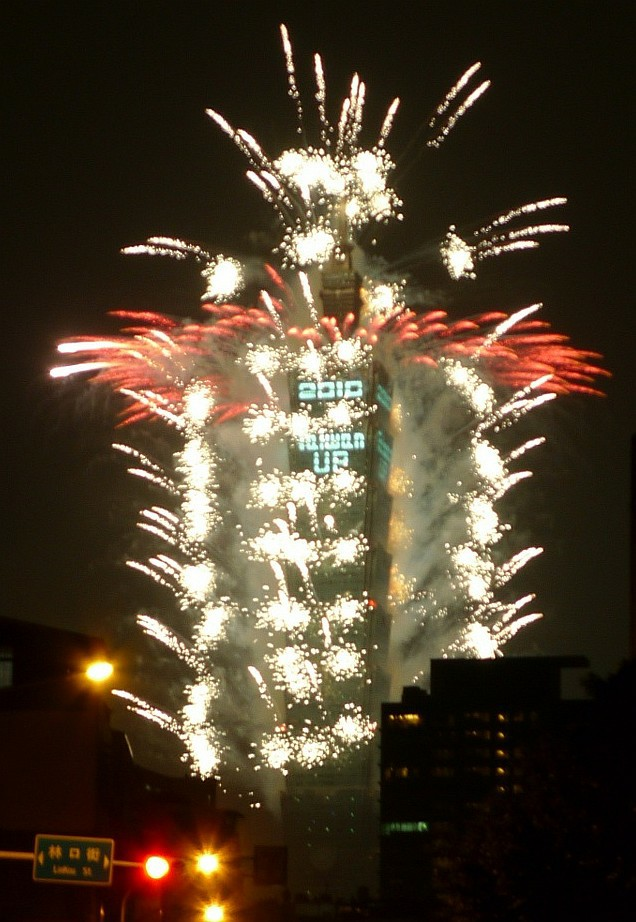
2010年新年の花火
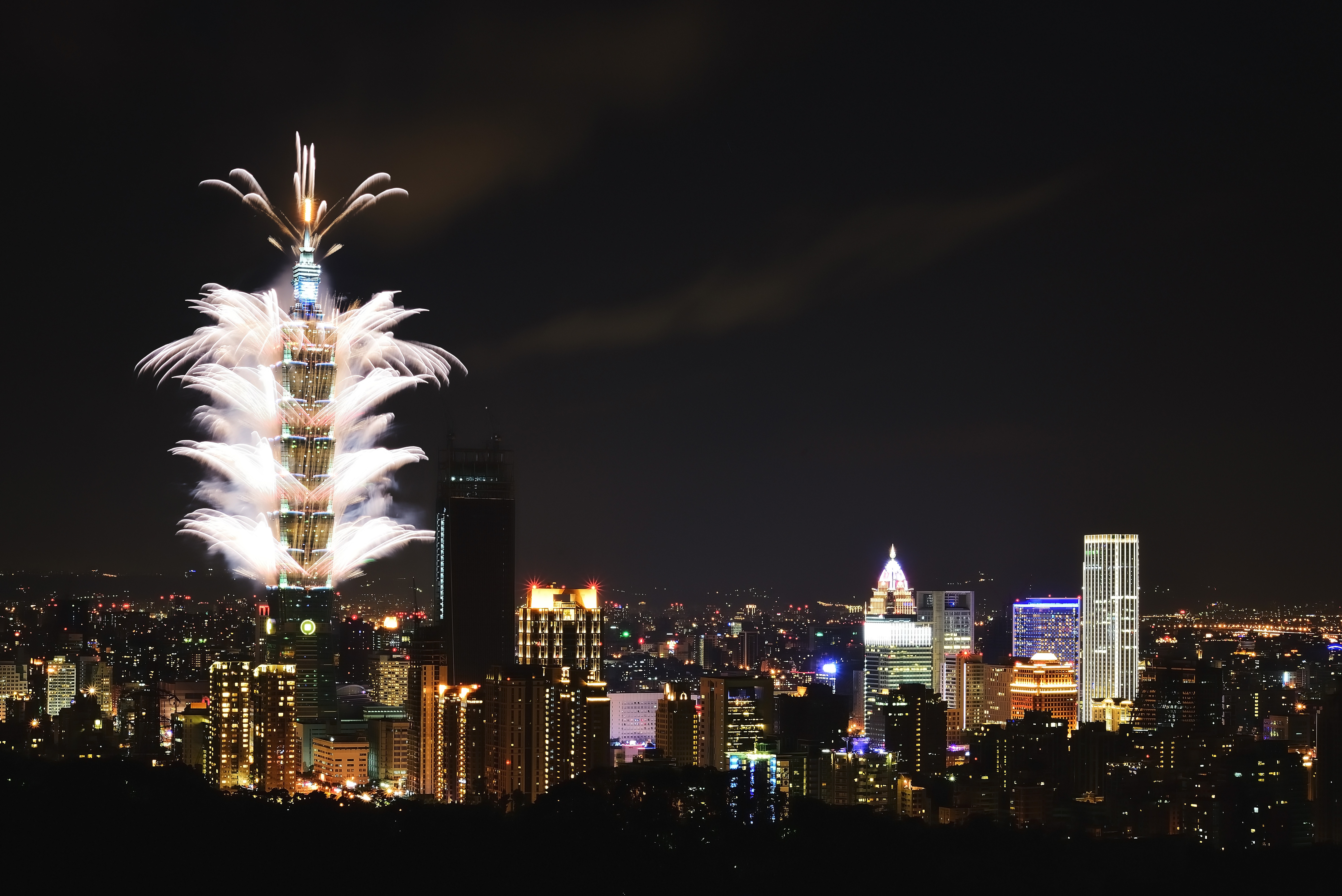
2016年新年の花火
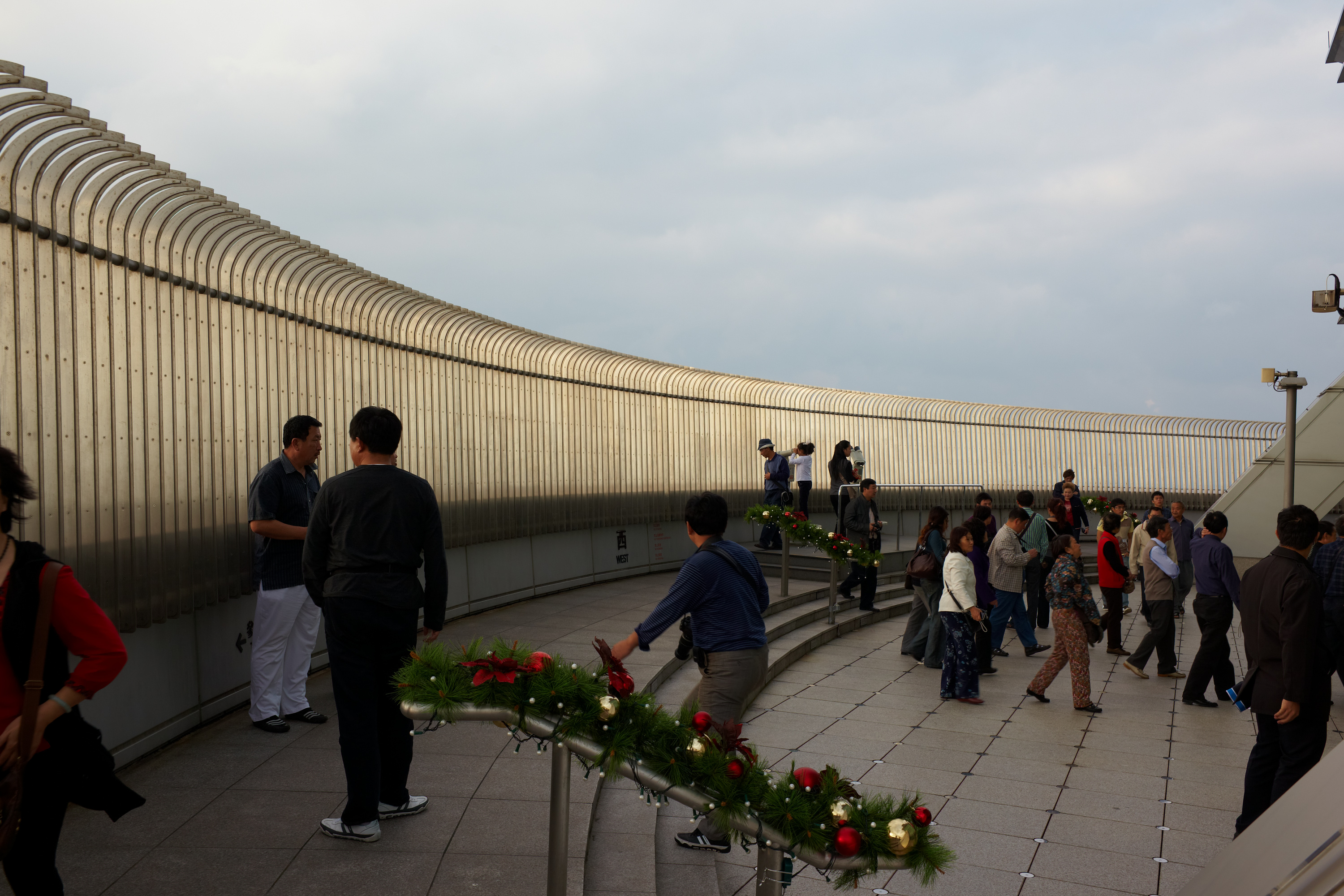
91Fの屋外展望台
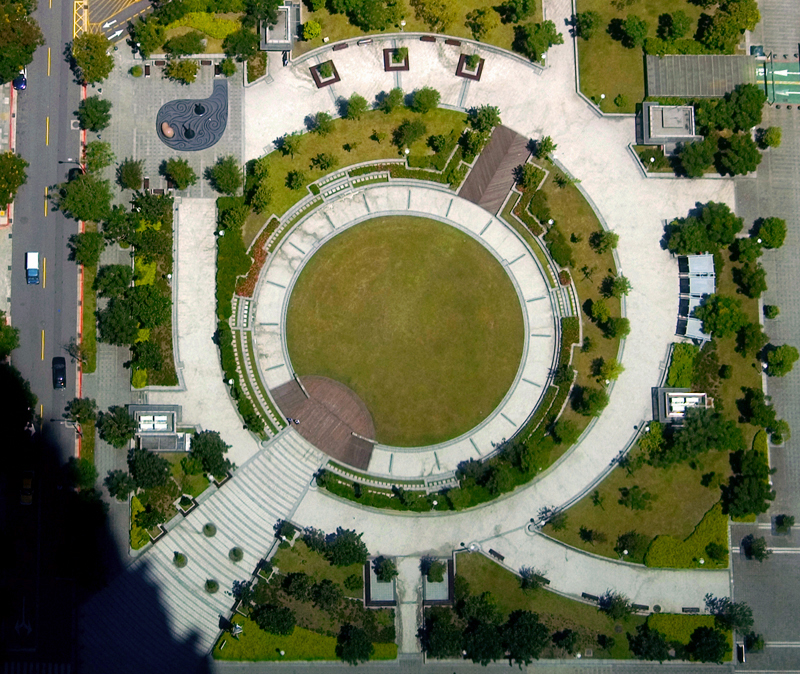
89Fの屋内展望台から見下ろした公園